# Diaminobutirat—2-oksoglutarat transaminaza
Diaminobutirat—2-oksoglutarat transaminaza (EC 2.6.1.76, L-2,4-diaminobutirat:2-ketoglutarat 4-aminotransferaza, 2,4-diaminobutirat 4-aminotransferaza, diaminobutirat aminotransferaza, DABA aminotransferaza, DAB aminotransferaza, EctB, diaminibutirna kiselina aminotransferaza, L-2,4-diaminobutirat:2-oksoglutarat 4-aminotransferaza) je enzim sa sistematskim imenom L-2,4-diaminobutanoat:2-oksoglutarat 4-aminotransferaza. Ovaj enzim katalizuje sledeću hemijsku reakciju
-2,4-diaminobutanoat + 2-oksoglutarat {\displaystyle \rightleftharpoons } -aspartat 4-semialdehid + L-glutamat
Za dejtvo ovog piridoksal-fosfatnog proteina je neophodan kalijum.

## Literatura
- Nicholas C. Price; Lewis Stevens (1999). Fundamentals of Enzymology: The Cell and Molecular Biology of Catalytic Proteins (Third изд.). USA: Oxford University Press. ISBN 019850229X.
- Eric J. Toone (2006). Advances in Enzymology and Related Areas of Molecular Biology, Protein Evolution (Volume 75 изд.). Wiley-Interscience. ISBN 0471205036.
- Branden C; Tooze J. Introduction to Protein Structure. New York, NY: Garland Publishing. ISBN 0-8153-2305-0.
- Irwin H. Segel. Enzyme Kinetics: Behavior and Analysis of Rapid Equilibrium and Steady-State Enzyme Systems (Book 44 изд.). Wiley Classics Library. ISBN 0471303097.

## Spoljašnje veze
- Diaminobutyrate---2-oxoglutarate+transaminase на 